# Ерілік Ерістін
Ерілік Ерісті́н (якут. Эрилик Эристиин; справжні ім'я і прізвище — Семен Степанович Яковлєв; нар. 24 січня 1892, Чакир — пом. 6 листопада 1942, Толон) — якутський радянський письменник; член Спілки письменників СРСР з 1938 року.

## Біографія
Народився 12 [24] січня 1892 року в селі Чатирі (тепер Чурапчинський улус, Якутія, РФ). Брав участь у встановленні радянської влади у Якутії. Член РКП(б) з 1924 року.
Помер 6 листопада 1942 року в селі Толоні Чурапчинського району Якутії.

## Творчість
Друкувався з 1923 року. Автор творів:
- повість «Несподівана радість» (1928);
- повість «Сини революції» (1936);
- повість «Хвилювання» (1937);
- повість «Виконання заповіту» (1938);
- роман «Молодість Марикчана» (1942).

## Пам'ять
- Спілка письменників Якутії і радгосп імені Еріліка Ерістіна засновували щорічну літературну премію його імені за кращі художні твори на сільську тематику;
- На батьківщині письменника в селі Чакир Чурапчинського улусу відкрито Будинок-музей[2].